# Odpravljiva singularnost
Odpravljíva síngularnost (tudi ~ singulárnost) funkcije je v kompleksni analizi točka, kjer funkcija ni določena v smislu singularnosti, vendar lahko funkcijo v njej določimo brez vsakršnih težav. »Težave« bi bile nezveznost ali neodvedljivost.
Funkcija f(z) = sin(z)/z, definirana za z ≠ 0, ima na primer odpravljivo singularnost v točki z = 0. V njej lahko določimo f(0) = 1 in takšna funkcija bo zvezna in celo odvedljiva, kar je posledica l'Hôpitalovega pravila.
Če je U odprta podmnožica kompleksne ravnine C, a element U in f : U - {a} → C je holomorfna funkcija, se z praviloma imenuje odpravljiva singularnost za f, kadar obstaja holomorfna funkcija g : U → C, ki se sklada s f na U - {a}. Takšna holomorfna funkcija g obstaja, če in samo če obstaja limita limz→a f(z). Ta limita je potem enaka g(a).
Riemannov izrek o odpravljivih singularnostih pravi, da je singularnost a odpravljiva, če in samo če obstaja okolica a, ki omejuje f.
Odpravljive singularnosti so natančno poli reda 0.